# ايجي إينا
ايجي إينا (باليابانية: 伊奈英次؛ بالكانا: いな えいじ) هو مصور ياباني، ولد في 3 أبريل 1957.